# Mario Uva
Mario Uva (15 januari 1942 – 3 december 2013) was een Nederlandse chef-kok.

## Biografie
Uva werd geboren in Taranto en verhuisde al vroeg naar het eveneens Italiaanse Cattolica. Daar werden zijn grootvader, vader en oom ook kok en leerde hij het vak van zijn vader. In de winter van 1964/1965 verhuisde hij naar Nederland en leerde er zijn vrouw Tine Wingelaar kennen. In 1967 kocht hij van zijn schoonvader het dorpscafé Het Anker in Neck en begon er met zijn vrouw een restaurant, later genoemd Restaurant Mario. Daar behaalde het restaurant in 2001 als eerste Italiaanse restaurant in Nederland in de Michelingids van 2001 een Michelinster die het in de gids van 2008 weer verloor. Later nam zijn zoon, Alessandro Uva, het restaurant over.